# Ріґведа

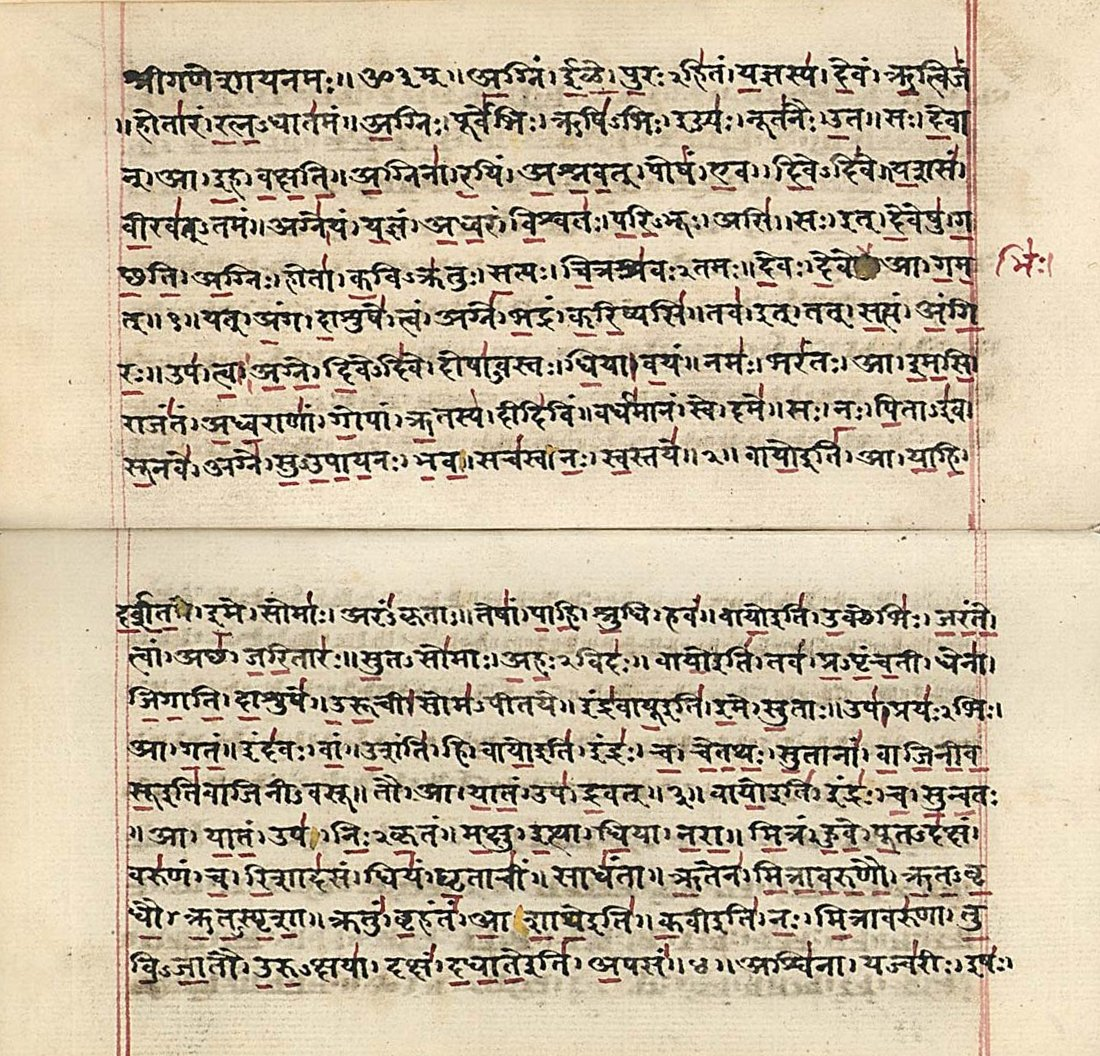
Рігведа

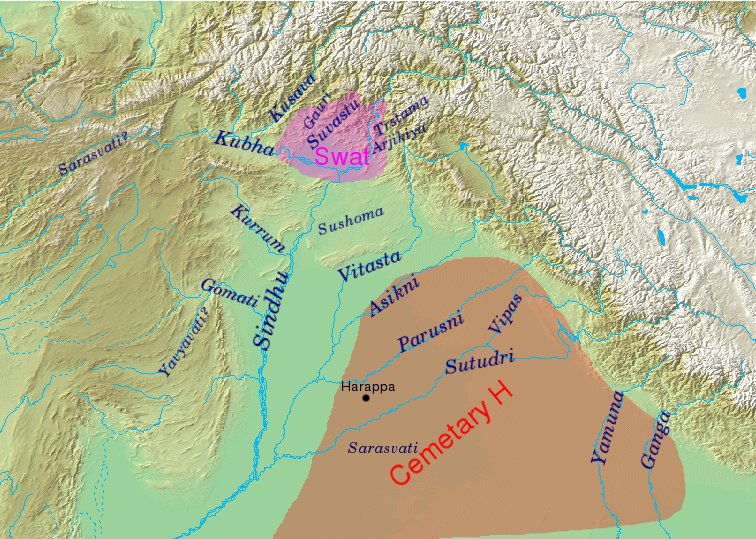
Географія Рігведи

Ріґведа (санскр. ऋग्वेद, ṛgvedá IAST, від слів ṛc IAST — «гімн», «вірш» та veda IAST — «знання») — стародавня збірка релігійних гімнів, написаних ведичним санскритом. Збірник є одним з чотирьох канонічних текстів індуїзму та індійської літератури загалом, відомих як Веди. Деякі з гімнів Ріґведи досі читають при індуїстських молитвах та в інших випадках, що робить цей текст одним з тих, що безперервно використовувалися протягом найбільшого часу. Загалом Ріґведа є одним з найстаріших збережених творів, складених індоєвропейськими мовами. 
Лінгвістичний аналіз показує, що Ріґведа була складена в північно-східній частині Південної Азії між 1700 і 1100 роками до н. е., під час раннього ведичного періоду. Хоча точне датування важко з’ясувати. Деякі вчені відносять Ріґведу до більш давнього періоду. Зокрема, Г. Якобі на основі даних ведичного календаря, зображених у Ріґведі астрономічних даних, вважав періодом створення РВ 4500 – 2500 роки до н. е. Б. Тілак співвідносив Ріґведу з арктичною батьківщиною аріїв і датував цей пам’ятник періодом 6000 – 4000 років до н. е. Гімни збірника характеризуються лінгвістичною та культурною схожістю з протоіранським текстом Авеста, що часто асоціююється з Андронівською культурою близько 2200–1600 років до н. е.

## Переклад
Український переклад здійснив Павло Ріттер у 1927 році.
Окремі славні з французької перекладала в 1890 році вже Леся Українка у підручнику "Історія давніх народів Сходу".